# Deira

Mapa (c. 600) mostra os reinos da época, incluindo Bernícia, Deira e Nortúmbria

Deira foi um reino da Inglaterra durante o século VI. De sua união com o reino de Bernícia, ao norte, resultou a Nortúmbria. O nome é de origem bretã, possivelmente da palavra deifr ("águas"), ou de daru ("carvalho").
Segundo Simeão de Durham, Deira se estendia do estuário Humber até o rio Tyne, e Iorque era a capital, onde moravam os reis. Seu primeiro rei teria sido Ella de Deira, que reinou no fim do século VI, depois de conquistar o reino dos bretões em 581. Após sua morte, Deira ficou sob jugo de Etelfrido de Bernícia, que uniu os dois reinos para criar a Nortúmbria.
Etelfrido reinou até a ascensão do filho de Ella, Eduíno, em 616 (ou 617), que comandou os dois reinos até 633. Osrico, sobrinho de Eduíno, reinou em Deira após a morte deste, porém seu filho, Osvino, morreu nas mãos de Osvio, em 651. Anos depois, Deira seria governada por Etevaldo, filho de Osvaldo de Bernícia, e finalmente unificada a Bernícia, em 655, constituindo a Nortúmbria.
Beda faz menção a Deira em sua História Eclesiástica do Povo Inglês.